# Black Jack - La sindrome di Moira
Black Jack - La sindrome di Moira (ブラック・ジャック劇場版?, Burakku Jakku gekijōban) è un film d'animazione del 1996 diretto da Osamu Dezaki, basato sul manga Black Jack di Osamu Tezuka.

## Trama
Durante le olimpiadi, molti atleti compiono prestazioni straordinarie. In conseguenza a ciò, alcuni di loro contraggono una strana e misteriosa malattia, definita sindrome di Moira in riferimento alle omonime divinità greche portatrici di un destino ineluttabile.
Black Jack, chirurgo privo di licenza, viene ricattato e costretto a collaborare per curare le vittime della sindrome, e risolverne il mistero.

## Home video
In Italia il film è stato distribuito da Yamato Video in edizione DVD. Il 30 gennaio 2024 è stato pubblicato su Anime Generation, canale a pagamento di Prime Video.
Il film è uscito in DVD anche in Spagna il 17 marzo 2005.